# Lord of Appeal in Ordinary

Un Lord of Appeal in Ordinary, en tenue judiciaire (Hugh Pattinson).

Le Lord of Appeal in Ordinary, ou plus communément Law Lord (parfois appelé « lord judiciaire » en français), est un poste de juge au Royaume-Uni créé par l’Appellate Jurisdiction Act de 1876 pour servir dans la Chambre des lords, qui possédait traditionnellement des fonctions judiciaires (en). La Chambre des lords a perdu ces fonctions 1er octobre 2009, avec l’établissement de la Cour suprême, et la fonction s’est donc vue remplacée par celle de Juge de la Cour suprême du Royaume-Uni (en).